# Nabonid

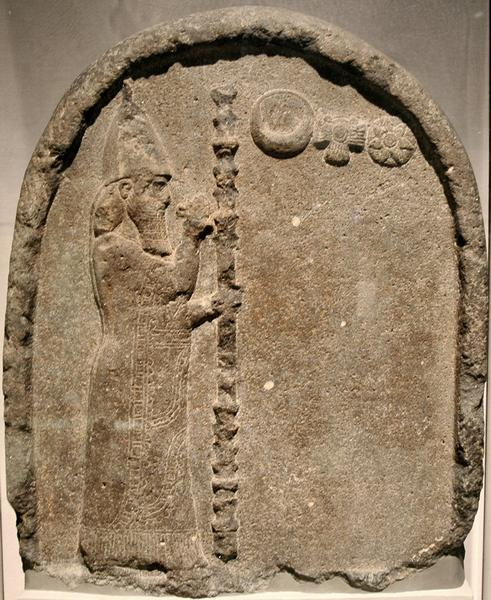
Nabonid auf einem Relief bei der Anbetung der Gestirnsgottheiten Sin, Šamaš und Ištar

Nabonid (auch Nabonaid und Nabunaid; spätbabylonisch Nabû-nāʾid, altpersisch Nabunaita, elamisch Nabunida, altgriechisch Λαβύνητος Labynetos; * nach 609 v. Chr.; † frühestens 539 v. Chr.) war ein babylonischer König. Er regierte von 556 v. Chr. bis 539 v. Chr. als letzter König des Neubabylonischen Reiches. Sein Name bedeutete „Nabu ist erhaben“.
Mit Nabonid folgte ein Regent assyrischer Abstammung als neuer König von Babylonien auf den Thron. Der Babylonierkönig sah sich selbst als Erbe Assyriens; des Landes, das 609 v. Chr. durch die militärische Niederlage gegen die Babylonier und Meder seine politische Eigenständigkeit verlor. Nabonids Umkehr von Nebukadnezars wirtschaftlichem Kurs der Zentralisierung Babyloniens führte durch Belebung der Randprovinzen zu einer Verbesserung der Versorgungssituation im Land.
Die vom Babylonierkönig betriebene Wiedereinführung assyrischer Kulte und Restaurierung der alten Tempelheiligtümer verursachte Spannungen mit der Marduk-Priesterschaft, die mit ihrer Reaktion den Babylonierkönig möglicherweise veranlassten, für zehn Jahre nach Tayma zu gehen. Nabonids Absetzung von Marduk als oberster Gottheit ließ die Priesterschaft schließlich mit dem Perserkönig Kyros II. kooperieren, der den Fall Babyloniens und damit verbunden das Ende des Babylonierkönigs bewirkte.

## Historische Quellen
Die Quellenlage zu Nabonids Leben vor seinem Regierungsantritt ist spärlich und erlaubt nur wenige Angaben. Gemäß zahlreicher Inschriften können dagegen seine Tätigkeiten als König in Babylonien genauer beschrieben werden. Zu den Umständen seines Todes liegen sehr widersprüchliche Informationen aus Nabonid-feindlichen Texten vor. Gegenüber den Keilschriftquellen ist die Bedeutung der Angaben griechischer Historiker als gering zu beurteilen.

### Keilschrifttexte

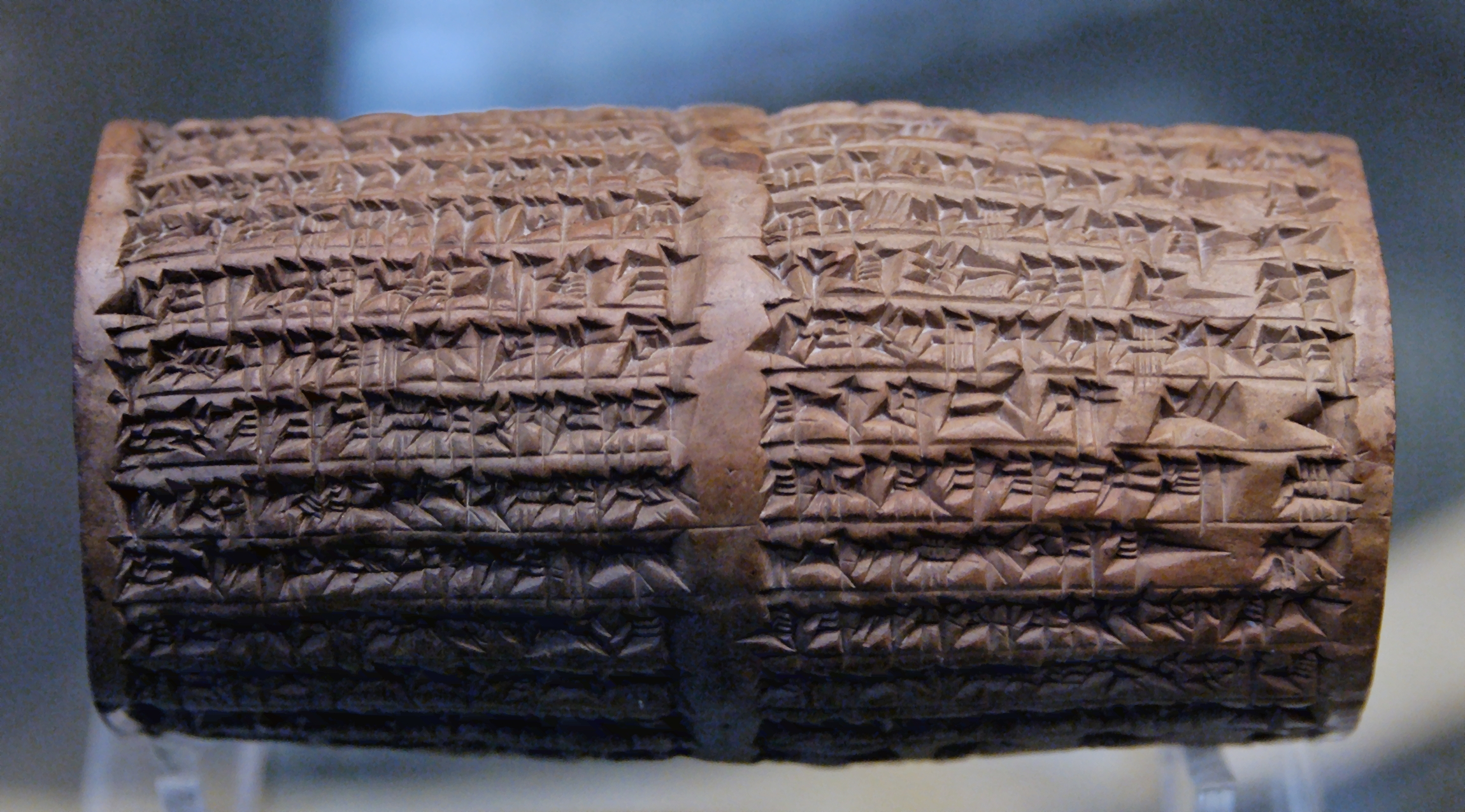
Nabonid-Zylinder: Sin-Tempel in Ur

Aus der ergiebigen Anzahl von Keilschrifttexten aus der Regierungszeit Nabonids kann ein nahezu umfassendes Bild der ausgedehnten Bautätigkeiten und religiösen Vorstellungen des Babylonierkönigs sowie des damaligen Wirtschaftslebens gezeichnet werden. Dagegen sind die Gründe für seinen langjährigen Aufenthalt in der Wüstenoase Tayma kaum belegt und nur wenige Details seiner dortigen Tätigkeit bekannt.
Die neutral gehaltenen Inschriften, insbesondere die Nabonid-Chroniken, liefern in trockenen Jahresberichten kurzgefasste und glaubwürdige Angaben. Von den Nabonid-Chroniken sind Teile des 1. bis 3., des 6. bis 11. und des 16. bis 17. Regierungsjahres in lesbarem Zustand erhalten geblieben. Nach seinen Regierungsjahren datierte Privaturkunden gehen in die Tausende. Da eine Wertung der Handlungen des Babylonierkönigs nicht erfolgt, sehen die Historiker die Nabonid-Chroniken und die Privaturkunden als zuverlässigste Quellen zu speziellen Details aus seiner Regierung.
Nabonid gestaltete seine Tätigkeitsnachweise in Form von Selbstdarstellungen traditionell positiv. Bauinschriften wie beispielsweise die Egipar-Inschrift gab Stephen Langdon erstmals 1912 umfassend und mit Übersetzung heraus. Außerdem veröffentlichte Wilfred G. Lambert 1968/1969 einen komplettierten Official report of the reign of Nabonidus unter A new Source for the reign of Nabonidus. Von den Funden sind besonders die Nabonid-Stele, die Stele seiner Mutter und die Nabonid-Zylinder aus Sippar und Ur hervorzuheben, da in den Schilderungen Nabonids der theologische Hintergrund sichtbar wird. Die „göttliche Berufung“ zum neuen König wird vom Babylonierkönig mit den historischen Fakten verwoben, weshalb ein Abgleich mit den historisch neutralen Quellen vorgenommen werden muss. Gleiches gilt für die aus persischer Sicht erstellten Inschriften, die dem Babylonierkönig extrem feindlich gesinnt sind.
Den Ausführungen des im Jahr 1879 entdeckten Kyros-Zylinders sind die aus der Sicht des Perserkönigs maßgeblichen Gründe für den Sturz Nabonids zu entnehmen. Das von der Marduk-Priesterschaft als nachträgliche Schmähschrift verfasste Strophengedicht des Nabonid behandelt die angeblichen Freveltaten des Babylonierkönigs und beschreibt ihn als „geisteskranken König, der seine Untertanen ausplünderte, so dass sie verarmten und Hunger litten“. Diese Aussagen dienten dazu, die Entthronung Nabonids mit dessen angeblichen Freveltaten zu rechtfertigen. Weder der Kyros-Zylinder noch das Strophengedicht werden als historisch neutral verwertbare Quellen angesehen: „Ein Versuch, aus ihnen Fakten abzuleiten, liefert äußerst unsichere Ergebnisse, wenn keine weiteren Quellen als Verifizierung zur Verfügung stehen. Jedoch erlauben die mit anderen Inschriften teilweise übereinstimmenden Passagen eine Bestätigung von Nabonids Aussagen“.

### Antike Historiker und Altes Testament

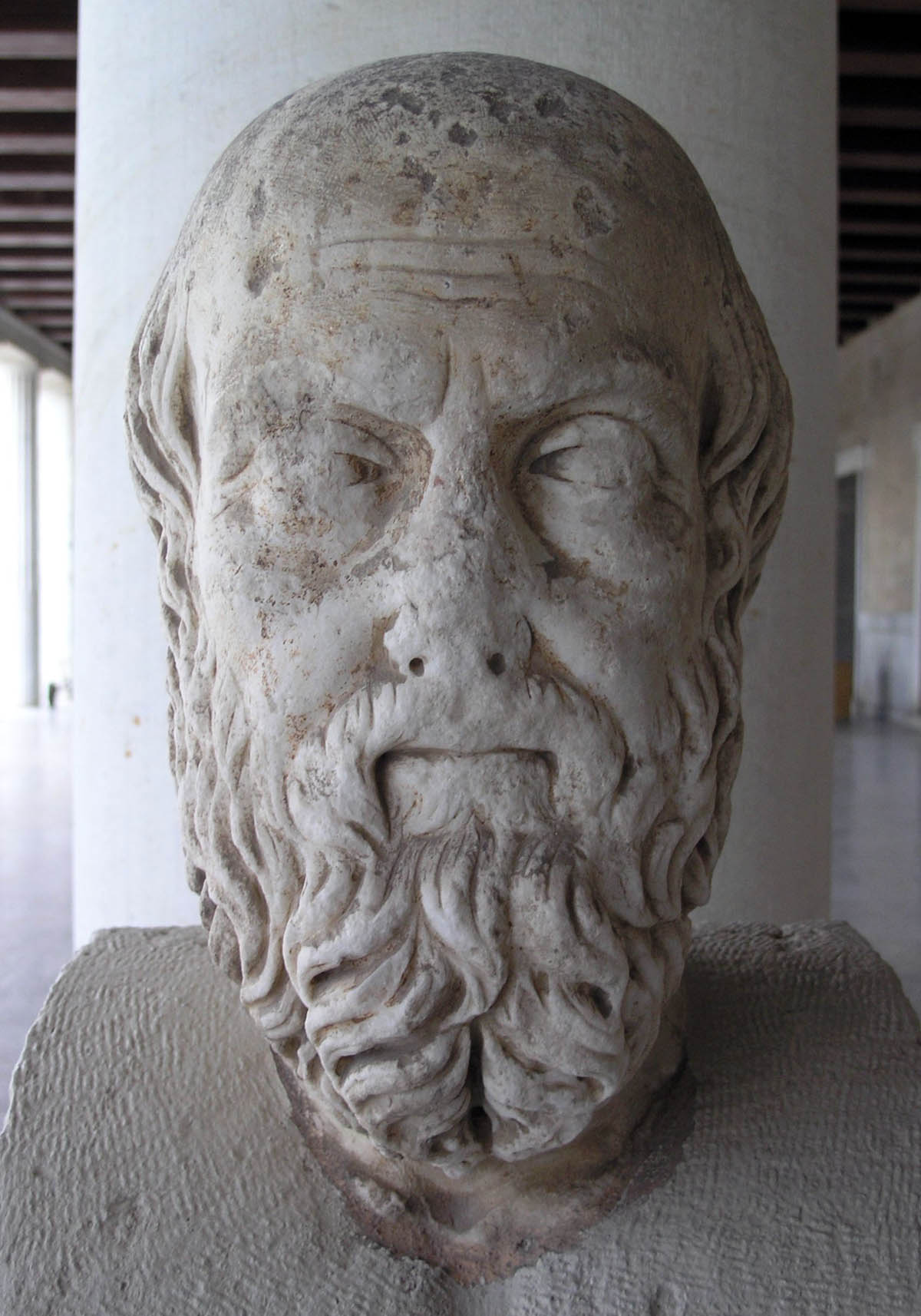
Büste von Herodot (Antikes Agora-Museum, Athen, Nr. S270).

Von den griechischen Historikern sind besonders die Ausführungen des Herodot und die erhaltenen Fragmente des letzten babylonischen Geschichtsschreibers Berossos bedeutend. Die Fragmente von Berossos sind durch Auszüge (Epitomen) seines Werkes bei den Historikern Flavius Josephus und Eusebius von Caesarea überliefert. Schließlich beziehen sich im Korpus des Alten Testaments die Kapitel 4 und 5 des Buches Daniel auf die Regierungszeit von Nabonid, die jedoch anderen antiken Quellen entnommen wurden und sich teilweise mit den Erwähnungen Nabonids decken. Ebenfalls der jüdischen Überlieferung zuzurechnen ist der unter den Schriftrollenfunden vom Toten Meer in Höhle 4 entdeckte, auf Aramäisch verfasste legendarische Bericht Gebet des Nabonid.
Nach Herodot, der Nabonids Namen entstellt als Labynetos (Λαβύνητος) angibt, habe Nabonids königlicher Vater ebenfalls Labynetos geheißen und seine Mutter Nitokris. Diese Angaben stellten sich nach der Entdeckung der Keilschrifttexte als falsch heraus. Des Weiteren erwähnt Herodot, dass der „Babylonier Labynetos“ den im 585 v. Chr. geschlossenen Frieden zwischen dem lydischen König Alyattes und dem medischen König Kyaxares vermittelt habe. Ob dieser Labynetos mit Nabonid zu identifizieren ist, scheint nicht klar. Als Argument für diese Gleichsetzung wird angeführt, dass Herodot Labynetos bei seiner Friedensvermittlung noch ohne Königstitel erwähnt. Zu diesem Zeitpunkt hatte auch der historische Nabonid noch nicht den Rang eines Herrschers inne. Bei der Niederlage des Krösus tituliert Herodot dann Labynetos korrekterweise als König. Dennoch ist die von F. H. Weissbach präferierte Möglichkeit nicht ausgeschlossen, dass der griechische Historiker mit dem Friedensvermittler von 585 v. Chr. den damals regierenden Babylonierkönig meint, den angeblich gleichnamigen Vater des späteren Herrschers Labynetos. In diesem Fall hatte er damit freilich in Wirklichkeit Nebukadnezar II. im Sinn, da dessen Name Herodot unbekannt war. Die Berichte über Nabonid und Kyros II. wiederholen sich bei seinen Dareios-I.-Erzählungen. Die spärlichen Aussagen zur frühen Regierungszeit des Babylonierkönigs sind anderen Quellen entnommen und als frei erfundene Geschichtskonstrukte eingeflossen. Auch Herodots Bericht über den Fall Babylons ist fast gänzlich unhistorisch. Insgesamt sind die Ausführungen von Herodot keine gut verwertbaren Quellen und können größtenteils für die Ermittlung von Nabonids Wirken nicht herangezogen werden.
Die Vielzahl der antiken griechischen Historiker charakterisiert Nabonid sehr negativ. Nach Xenophon war der letzte Herrscher Babylons, dessen Namen er nicht nennt, ein gottloser Regent. Die Bewertungen und Darstellungen erfolgten jedoch auf Grundlage älterer Texte und der nicht zu übersehenden Verehrung des Perserkönigs. Die schon bei Herodot erkennbaren romanhaften Tendenzen bestimmen die Qualität dieser historischen Quellen und tragen nicht zur Aufhellung der tatsächlichen Gegebenheiten bei. Nur die Exzerpte des Berossos erzählen einigermaßen übereinstimmend mit der Nabonid-Chronik die persische Eroberung Babylons.
Als umgeschriebene Darstellungen fanden die Berichte Jahrhunderte später als die Geschichten Daniels Einzug in die Bibel. Das Buch Daniel stellt damit eine interessante Quelle zur Identifikation der zu Grunde liegenden antiken Vorlagen dar. In Kapitel 5 im Danielbuch (Dan 5,1 ) wird Belschazzar als der letzte Babylonierkönig bezeichnet, aber dass er Daniel nur den dritten Platz im Königreich anbietet, könnte darauf hindeuten, dass Belschazzar nur Vizekönig war. Herodot nennt Nabonid in Historien 1,188 hingegen Labynetos. Herodot merkt an, dass er denselben Namen wie sein Vater (Nabonid) hat.

## Frühe Jahre
Über die Jahre vor Nabonids Regierungsantritt ist relativ wenig bekannt. Der Babylonierkönig wurde als Sohn des Nabû-balātsu-iqbi und der Adad-happe nach 609 v. Chr. geboren. Nabû-balātsu-iqbi bekleidete die Position des Gouverneurs in Harran und wird in den Inschriften seines Sohnes als „weiser Prinz“ oder „mächtiger Statthalter“ bezeichnet. Der Babylonierkönig hatte dadurch den Rang eines „Schwiegersohns“. Nabonids Mutter stellt sich auf ihrer Stele als Entu-Priesterin des in Harran verehrten Mondgottes Sin vor. Dies wird in der Forschung als nicht zutreffend angesehen, zumal es keine anderen Inschriften gibt, die diese Aussage stützen. Laut ihrer Inschrift, die vom Babylonierkönig nach ihrem Tod selbst verfasst wurde, absolvierte Nabonid gemäß ihrem Wunsch treue Dienste für die Könige Nebukadnezar II. und Nergal-šarra-uṣur. Demnach könnte Nabonid eine bedeutende Stellung am Hof der genannten Babylonierherrscher innegehabt haben.
Ein „Nabonid, der über die Stadt (gesetzt ist)“, wird in einer Gerichtsurkunde vom 11. Februar 596 v. Chr. als Zeuge erwähnt. In anderen Abschriften fehlt die Passage „der über die Stadt (gesetzt ist)“; als Formulierungen erscheinen stattdessen „Mann des Königs (Nebukadnezar)“ oder „Sohn des Königs“. Ob der besagte Zeuge, wie vielfach angenommen, mit dem späteren König Nabonid identisch ist, bleibt unklar. Auch wurde vermutet, dass ein Babylonier, der 585 v. Chr. an Friedensverhandlungen zwischen Lydern und Medern teilnahm und bei Herodot als Labynetos bezeichnet wird, mit dem ebenfalls so bezeichneten Nabonid gleichzusetzen ist.
Der Babylonierkönig war Vater von mindestens drei Töchtern: En-nigaldi-Nanna, Ina-Esaggila-rišat und Akkabu. Keilschrifttexte von Nabonids Sohn Bel-šarru-uṣur (Belšazar) konnten bislang nicht ermittelt werden; auch in privaten Dokumenten und Inschriften wird er nur selten genannt. Während der zehnjährigen Abwesenheit des Babylonierkönigs übernahm er von 552 v. Chr. bis 543 v. Chr. die Funktion des stellvertretenden Regenten. Zusätzlich findet Bel-šarru-uṣur in einem Gebet Nabonids Beachtung, das er kurz vor Aufbruch nach Tayma sprach. Inhalt ist die an den obersten Gott Sin gerichtete Bitte um „Sendung von Einsicht, Ehrfurcht und das Führen eines sündenfreien Lebens“ für seinen Sohn. Nach der Rückkehr aus Tayma wird Bel-šarru-usur nicht mehr in Urkunden aufgeführt. Ein früher Tod vor Ankunft von Kyros II. im Jahr 539 v. Chr. kann ausgeschlossen werden, da die babylonischen Chroniken und Inschriften Nabonids keine Einträge darüber enthalten.

## Machtübernahme

### Ursachen
Nebukadnezar II. ernannte bei seinem Regierungsantritt die Stadt Babylon zum persönlichen „Lieblingsort“. In der Folgezeit flossen die wirtschaftlichen Erträge, Tribute, Abgaben, Arbeitskräfte von exilierten Personen und die Tempeleinkünfte als Investitionen in den Ausbau der künftigen Metropole Babylon. Großgrundbesitzer, einflussreiche Familien, Priesterschaften der Heiligtümer oder Kultorte, die abseits Babylons standen, wurden in den Randgebieten Babyloniens durch diese Maßnahmen in ihrer Existenz gefährdet, da die neue Reichspolitik einer Enteignung gleichkam. Der Haupttempel Esaĝila profitierte von der neuen Reichspolitik und Reichstheologie besonders; flossen doch zusätzlich die Tempelerträge der Randprovinzen zu. Nebukadnezar II. nannte den babylonischen Südpalast nach Fertigstellung deshalb „Einigungsband des Landes und der großen Völker“. Auf lange Sicht blieb diese Politik nicht spannungsfrei. Nach dem Tod von Nebukadnezar II. brachen offene Machtkämpfe zwischen den Angehörigen des Königshauses aus.
Rivalisierende oligarchische Kreise ermordeten den linientreuen Nachfolgerkönig Amēl-Marduk schon nach zwei Jahren und verhalfen anschließend dem ihnen wohlgesinnten Nergal-šarra-uṣur auf den Königsthron. Nach dessen Tod folgte sein junger Sohn Lābāši-Marduk als nächster König, der kurze Zeit später ebenfalls von einflussreichen Persönlichkeiten der Wirtschaft getötet wurde.
Der bereits 50-jährige Nabonid beschreibt seine Erhebung zum neuen König durch die Mitverschwörer auf seiner eigenen Stele: „Sie haben sich zu meinen Füßen geworfen und mich als König begrüßt.“ Der Babylonierkönig sei nach dem „Ergreifen der Hände von Marduk“ und damit gemäß dem Willen des babylonischen Gottes Marduk und dem seiner Vorgänger als Könige, Nebukadnezar II. und Nergal-šarra-usur, zur Regierung gelangt. Zugleich bezieht sich Nabonid auf seiner Inschrift aus Harran auf die Ausersehung als König durch den Mondgott Sin und führt die Machtergreifung auf die Erscheinung Sins in einem seiner Träume zurück, der ihn persönlich beauftragte, die alten Tempel und zerstörten Statuen wieder aufzubauen sowie den lange vernachlässigten Kult zu erneuern. Seine anschließende Beurteilung Lā-abāši-Marduks fällt entsprechend negativ aus: „Ein junger Mann, der nicht die Regeln erlernte, die für das richtige Benehmen notwendig sind. Es sei auch nicht gerade förderlich gewesen, sich gegen den Willen der Götter zu stellen“. Auch wenn es sich bei diesen Verlautbarungen natürlich um propagandistische Rechtfertigungen seiner Königsherrschaft handelt, scheint Nabonid nicht als Usurpator, sondern auf den Willen der Oberschicht an die Macht gekommen zu sein.
Nabonids erste offizielle Verlautbarung als König stammt vom 18. Mai 556 v. Chr. und entstand damit nur 22 Tage nach der ersten Nachricht seines Vorgängers. Eine Verbindung von Nabonid zur babylonischen Usurpationsgruppe wird von Berossos als „eine Verschwörung, an der Nabonid maßgeblichen Anteil hatte“ beschrieben. Die neuen Machtverhältnisse verbreiteten sich im babylonischen Reich nur sehr langsam, da die letzte Erwähnung von Lā-abāši-Marduk als regierendem König auf den 13. Juni 556 v. Chr. fällt, 26 Tage nach der ersten inschriftlichen Nennung von Nabonid als neuem König. Die Richtigkeit der wenigen Nachrichten über Lā-abāši-Marduk und seinen Sturz ist nicht überprüfbar, weil die in geringer Zahl aus seiner Regierungszeit stammenden Dokumente keine Angaben über ihn machen. Außerdem liegt die Inschrift Nabonids, in der er das gewaltsame Ende seines Vorgängers rechtfertigt, heute nur noch sehr unvollständig vor.

### Nabonid als neuer König
Der genaue Zeitpunkt der Thronübernahme Nabonids ist im Rechenschaftsbericht der ersten zwei Jahre unter anderem durch eine astronomische Konstellation beschrieben, die in seinem ersten Herrscherjahr aufgetreten sein soll: „Mars und Merkur waren in der Abenddämmerung nicht zu sehen, Venus, Jupiter und Saturn dagegen gut zu erkennen.“ Die seltene Planetenkonstellation war nur an zwei Tagen Ende Mai 555 v. Chr. sichtbar. Erst 544 v. Chr. konnte das gleiche Ereignis erneut beobachtet werden. Zusätzlich erwähnt der Babylonierkönig eine Zeitspanne von 54 Jahren, die zwischen der Machtergreifung und der Zerstörung Harrans im 16. Regierungsjahr von Nabopolassar gelegen habe. Aufgrund dieser Details kann der Regierungsantritt zweifelsfrei auf 556 v. Chr. und das 1. Herrscherjahr auf 555 v. Chr. datiert werden.
Nabonids Ziel war die Herstellung des früheren Reichszustandes, wirtschaftlich wie theologisch. Der Babylonierkönig stütze sich auf ihm wohlgesinnte finanzstarke Gesellschaftskreise, die Nabonid in seinen Bemühungen förderten. In der Anfangsphase seiner Regierung konzentrierte der Babylonierkönig die Verwaltungs- und Wirtschaftsreformen insbesondere auf die Organisationsstruktur der großen Tempel und damit verbunden auf eine Begrenzung des Einflusses der Marduk-Tempelpriester.

### Neue Wirtschaftspolitik durch Tempelland-Reformen
Im Mittelpunkt der von Nabonid begonnenen wirtschaftlichen Beschneidungen standen die Ländereien der Tempel Marduks im Kernland Babyloniens, die dadurch ihre vorher üppigen Einnahmen verloren. So ersetzte der Babylonierkönig den Posten des Tempelschreibers durch einen königlichen Aufseher für das Vermögen des Tempels Eanna. Das Amt eines staatlichen Finanzverwalters für die königlichen Tempeleinkünfte wurde im dritten Regierungsjahr des babylonischen Herrschers geschaffen. Andere bedeutende Heiligtümer waren von gleichartigen Beschränkungen in ihrer Autonomie betroffen.
Ohne die Einkünfte der Tempel konnte kein großer Einfluss auf die entscheidenden amtlichen Zuständigkeiten genommen werden. Zudem gingen viele Arbeiter, die vorher für die Heiligtümer Marduks arbeiteten, als zusätzliche „Wirtschaftsfaktoren“ der Priesterschaft verloren. Im Gegenzug förderte Nabonid einerseits die Ländereien und Tempel der Sin-Priesterschaft durch Freistellung von Abgaben und Steuern sowie andererseits durch finanzielle Zuwendungen die Kultorte in den Randprovinzen.

#### Neue Pachtsysteme
Nabonid verpachtete die Ländereien an die wirtschaftlich starken Familien. Ein zweistufiges Pachtsystem ersetzte die vorherigen niedrigeren Abgaben der Tempel, so dass der Babylonierkönig durch das in seine Zuständigkeit übergegangene Tempelland und die festgelegten Mindestabgaben eine sichere, nicht an Ernteerträge gekoppelte, kalkulierbare Einnahmequelle erhielt. Zusätzlich erhob er durch Beteiligung an den Verkaufserlösen der Ländereiprodukte eine aufgesattelte Steuer. Hauptbestandteil der Steuereinnahmen bildete der mit hohen Steuersätzen belegte landwirtschaftliche Großhandelsbereich. Die reduzierte Abgabenbelastung des privaten Gartenlandes führte zu einer deutlichen Belebung dieses Sektors.
Die Pächter hatten pro Hektar Gartenland als Grundabgabe 28 Kor (1 Kor = 180 Liter) Datteln an den König und 4 Kor Datteln an die Gärtner zu leisten. Nach der anschließenden Ernte entfiel von 12 Kor Datteln ein Kor Steuerabgabe an die Distriktaufseher, Schreiber, Vermesser und Speicherbediensteten. Hiervon erfolgte ein Abzug von etwa 23 % für die Verpflegung. Es verblieben etwa 77 % als direkte Steuerabgabe und damit in Umrechnung ein effektiver Steuersatz von etwa 6,33 % als Ernteabgabe. Die ehemaligen Beteiligungen des Tempels Esagila an den Gartenlanderträgen entfielen ersatzlos.
Die übliche Berechnungseinheit für Ackerland („1 Pflug“) entsprach etwa 33 Hektar und unterlag einer dem Pächter auferlegten Mindestbewirtschaftung von vier Eisenpflügen, zwei Kühen und vier Pflügern. Als Grundabgabe erhielt der König 300 Kor Gerste ohne Abzüge. Die Steuer unterteilte sich in mehrere Abschnitte: 20 % des Ernteertrages für Transportkosten und Löhne der Distriktaufseher, Schreiber, Vermesser sowie der Speicherbediensteten. 8,33 % Steuer an den Esagila-Tempel, der wiederum davon 23 % an die Bediensteten des Königs abzuführen hatte. Es ergaben sich dadurch die effektiven Erntesteuersätze von etwa 26,33 % für Personalkosten des Königs und 6 % als Tempelabgabe. Insgesamt hatten die Pächter mit 32,33 % etwa ein Drittel als Ernte-Steuerzahlung zu leisten.

#### Wirtschaftliche Lage und Folgen der Reformen
Die verminderten Einnahmen hatten wirtschaftlich fatale Folgen für das Hauptheiligtum Esaĝila, da die Kontrolle über die wichtigsten Wirtschaftssektoren nach den Reformen in den Händen der königlichen Familie und deren Förderern lag. Die Auswirkungen betrafen große Teile des babylonischen Volks, das nach den Reformen nicht mehr hauptsächlich für die Tempel arbeitete, sondern den Weisungen der neuen Pächter und des Königs unterstand. Nabonids Zuwendungen an die Tempel des Mondgotts und deren Restaurierungen dezentralisierten die herrschenden Machtstrukturen der Mardukpriesterschaft, der durch diese Reformen die wirtschaftliche Grundlage für Gegenmaßnahmen entzogen war.
Etwa 3.000 erhaltene Dokumente, die eine Beschreibung der ökonomischen Verhältnisse im Land enthalten, zeigen im späteren Verlauf der Regierungszeit des Babylonierkönigs insgesamt wachsende Wirtschaftserträge. Besonders in Zeiten mit ausreichenden Regenfällen nach einer Dürreperiode wuchs der Wohlstand in Babylonien, da die Preise für Gerste, Wolle und andere Güter um 30 bis 50 % günstiger als sonst üblich waren. In seinen Inschriften bekräftigte Nabonid, dass seine Untertanen, abgesehen von zwischenzeitlichen kurzfristigen Hungersnöten, im weiteren Verlauf seiner Regierungszeit in Wohlstand lebten.

### Theologische Umkehr
Nabonid berief sich auch in theologischer Hinsicht auf den Zustand des Landes Babylonien vor Gründung des neubabylonischen Reiches. Der Babylonierkönig hatte die Zerstörung seiner Heimat in Harran nicht vergessen und drängte auf Wiedergutmachung. Nur schwer konnte Nabonid das in seinen Augen schwerwiegende Unrecht theologisch rechtfertigen. Der Babylonierkönig bescheinigte Nabopolassar offiziell die Unschuld an der Vertreibung seiner Mutter Adad-happe. In seiner Reichstheologie erhielten die Meder die alleinige Rolle als „Zerstörer der Heimat seiner Vorfahren“. Nabonid machte dennoch darauf aufmerksam, dass sich die Sin-Statuen seit langer Zeit „im Tempel zu Babylon befinden und eigentlich an ihren Ursprungsort gehören“. Den Transport der Harran-Gottheiten nach Babylon formulierte der Babylonierkönig diplomatisch als „Schutzmaßnahme seiner Vorgänger“.
Anfangs war es für Nabonid unmöglich, sich offen gegen die Oberherrschaft des Hauptgottes Marduk zu stellen, wollte er nicht die ohnehin angespannte Lage in einem offenen Kampf ausarten lassen. Zunächst erfolgte daher die Einführung des alten Mondgottes in gleichberechtigter Partnerschaft mit Marduk. Theologisch begründete der Babylonierkönig die Wiedereinführung von Sin als „Versöhnungsmaßnahme nach 54 Jahren, die Marduk und Sin wieder vereinen sollte und von Marduk gewünscht wird“. Später verblasste Marduk in seiner Verehrung langsam und verlor gänzlich die Führungsrolle an Sin.

## Regierung und Sturz

### Die ersten drei Regierungsjahre

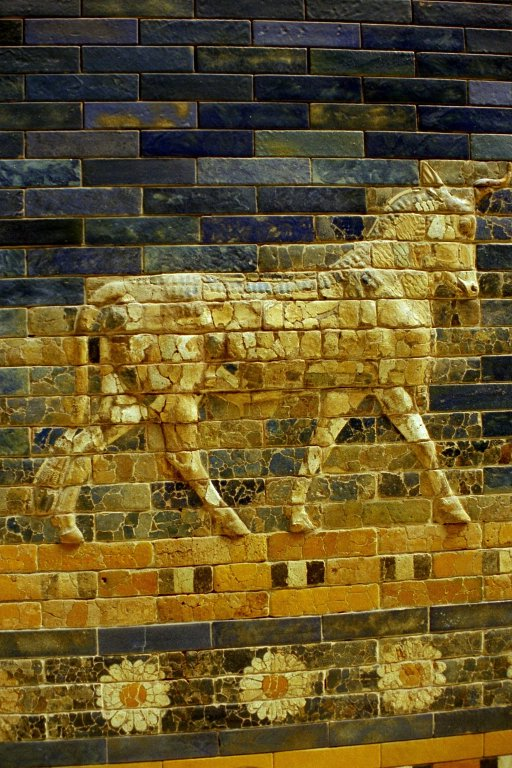
Detail des babylonischen Ischtar-Tores (Pergamonmuseum, Berlin)

Das Bild der außenpolitischen Lage erschließt sich zum heutigen Zeitpunkt in der Forschung in den Einzelheiten nicht im vollen Umfang. Auffällig sind die regional begrenzten Feldzüge von Nabonids Vorgängern, die hauptsächlich in das Gebiet von Kilikien und im weiteren Verlauf bis zur lydischen Grenze erfolgten. Die Äußerungen des Babylonierkönigs auf dem Nabonid-Zylinder lassen darauf schließen, dass Babylonien augenscheinlich militärisch nicht stark genug war, um einen Vorstoß in medische Gebiete vorzunehmen.
Die wirtschaftliche Versorgung in Babylonien muss sich bei seinem Regierungsantritt in einem schlechten Zustand befunden haben, da der Babylonierkönig 553 v. Chr. plötzlich erkrankte und das akkadische Heer im Monat Abu nach Kilikien zog, um von dort große Mengen Obst und Gemüse nach Babylonien einführen zu lassen. In seiner Harran-Inschrift gibt Nabonid den Untertanen die Schuld an den Versorgungsengpässen in seinen ersten Regierungsjahren: „Die Einwohner von Babylon, Borsippa und anderen Städten haben gegen die Götter gesündigt, sich wie Tiere gegenseitig aufgefressen und sind wegen des Zorns der Gottheiten von Krankheiten und Hungersnöten heimgesucht worden“.
Nabonid schritt deshalb rasch zur Wiederbelebung der alten Kulte sowie der Restaurierung von verfallenen Heiligtümern des Sin und des Šamaš in Ur, Sippar und Larsa. Zugleich überbrachte er den Tempeln wertvolle Geschenke. So ließ er der Stadt Sippar am 15. Juni 555 v. Chr. sechs Minen Gold als Gabe für den Sonnengott Šamaš zukommen.
Den bedeutenden Gottheiten Bel, Nabu und Nergal verehrte er anlässlich der Feierlichkeiten zum Neujahr am 20. April 554 v. Chr. 100 Talente 21 Minen Silber und 5 Talente 17 Minen Gold. Der babylonische König ließ es sich nicht nehmen, in den wichtigen Städten Larsa, Ur und Uruk persönlich Juwelen, Gold und Silber für den Mondgott Sin, den Sonnengott Šamaš und die Kriegsgöttin Ištar zu spenden. Nabonid berief sich zusätzlich auf Traditionen des Königreichs Larsa und der Stadt Ur, die zu diesem Zeitpunkt über 1.200 Jahre zurückreichten. Dennoch war ihm die dortige Priesterschaft feindlich gesinnt, da er offensichtlich die Verehrung von Sin nicht nach babylonischen Riten durchführte.
Mit dem Neujahrsfest am Anfang seines dritten Regierungsjahres 553 v. Chr. ernannte der Babylonierkönig En-nigaldi-Nanna in Verbindung einer zuvor im Monat Ululu 554 v. Chr. erfolgten negativen Orakelanfrage an Sin zur neuen Entu-Priesterin. Nach der symbolischen „Heiligen Hochzeit“ zog seine Tochter mit dem ihr verliehenen heiligen göttlichen Zusatztitel in den von Nabonid neu erbauten Tempel Egipar in Ur.
Der Zeitpunkt ist aus einer Keilschrifttafel Nabonids bekannt, die eine Mondfinsternis am 19. September 554 v. Chr. beschreibt: „Wenn im Monat Ululu während der Morgenwache die Sonne den Mond verdunkelt, dann wünscht sich Sin eine neue Entu-Priesterin“. Der Bezug auf die alten Kulte war dem Babylonierkönig wichtig, da En-ane-du als letzte im Jahr 1764 v. Chr. ernannte Entu-Priesterin von Ur, Tochter von Kudur-Mabuk und Schwester von Rim-Sin I., besondere Erwähnung fand.
Als Feldherr setzte Nabonid die üblichen Feldzüge seiner Vorgänger fort. 555 v. Chr. zog er in seinem ersten Feldzug nach Kilikien (akkadisch: Chume) und kehrte anschließend mit 2.850 Kriegsgefangenen zurück. Im Jahr 554 v. Chr. folgte eine Auseinandersetzung mit Hamath in Syrien, ehe der Babylonierkönig in einem Bündnis mit Nabu-tattan-usur von Amurru 553 v. Chr. im Monat Kislimu das Land Edom (akkadisch: Adummu) angriff. Die kurzfristigen Erfolge brachten dennoch nicht den gewünschten sofortigen wirtschaftlichen Erfolg.

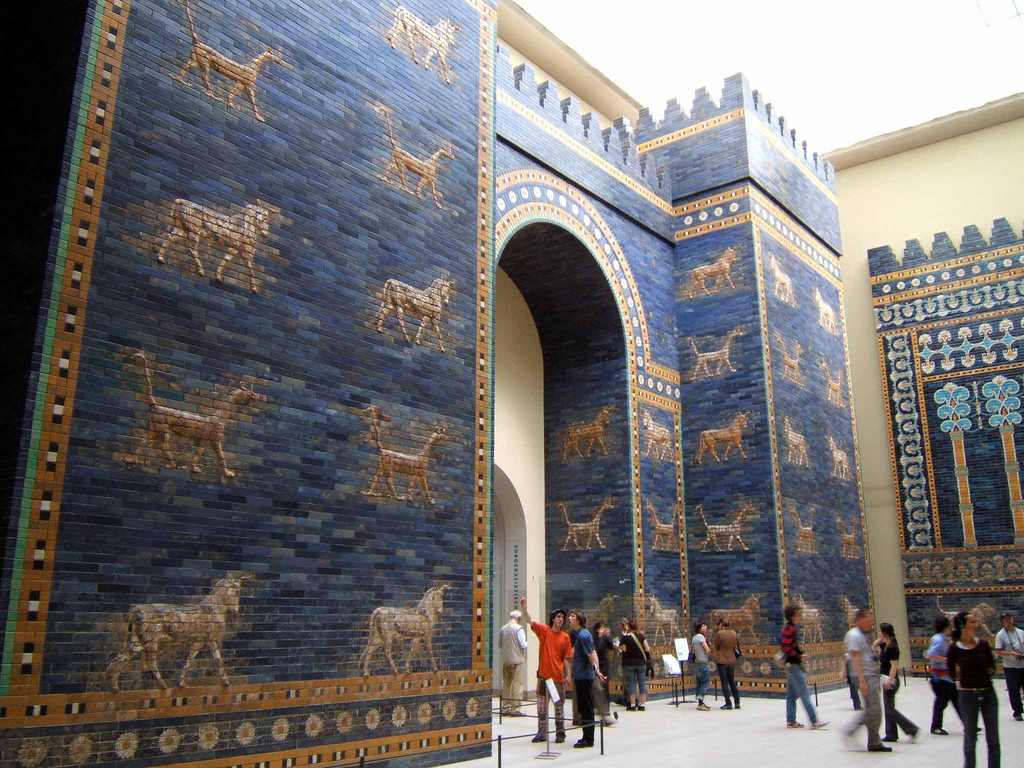
Das babylonische Ištar-Tor

Die öffentliche Bevorzugung Sins vor Marduk ließ zusätzlich den Streit zwischen dem Königshaus und den Tempeln der Marduk-Priesterschaft eskalieren. Um den wirtschaftlichen Ausbau und die Versorgung Babylons zu sichern, blieb Nabonid nur noch der Weg einer militärischen Expansion in die arabischen Wüstengebiete. Ziel seiner strategischen Planungen war die Kontrolle über die wichtigen Handelsstraßen, die in der Oase Tayma zusammenliefen.
Die besondere strategische Bedeutung wurde durch den Umstand deutlich, dass das Reich des Babylonierkönigs wegen zunehmender Versandung des Persischen Golfs keine eigenen Seehäfen mehr besaß. Zudem hatte Medien ihm die nördlichen und östlichen Handelswege gesperrt. Wenig überzeugend scheint das Argument, dass Nabonid allein wegen seiner religiösen Ansichten nach Tayma zog, da die Araber dort den Mondgott verehrt hätten.
Die genannten wirtschaftlichen Gründe und der Streit mit dem priesterlichen Establishment werden daher als Hauptgründe für Nabonids Umzug nach Tayma und seinen dortigen langjährigen Aufenthalt erwogen. Spätere Berichte, denen zufolge der Herrscher sich wegen einer Krankheit, zum Beispiel dem „Wahnsinn“ oder der Lepra, zurückgezogen haben soll, gelten ebenfalls als unhistorisch. Der Babylonierkönig begründete später in seinen Inschriften den Wegzug mit der Ungläubigkeit seiner Untertanen, welche die Strafe der Götter über das Land gebracht habe, und seiner Abscheu vor dieser Areligiosität. Außerdem beendete er mit seinem Fortgang das jährliche Neujahrsfest, das durch seine Absenz von der Hauptstadt nicht mehr abgehalten werden konnte. Mit diesem Schritt musste er nicht mehr die während dieses Festes geltenden Privilegien der Babylonier beachten.

„Und Nabonid sagte: ‚Ich werde für Sin eine heilige Wohnstätte errichten und sie ‚Ehulhul‘ nennen; auf dass der neue heilige Ort für ewig Bestand habe. Der neue Tempel soll wie Ekur sein. Wenn mein Werk vollbracht ist, werde ich Sin an die Hand nehmen und zu seinem heiligen Sitz führen. Bis zur Vollendung meines Werks werde ich meiner Überzeugung folgen und die alten heiligen Feste nicht mehr begehen. Die Neujahrsprozessionen im Nisannu werden von mir als beendet erklärt‘. Danach fertigte Nabonid den ersten Ziegel, gleich dem von Ekur, gab Pläne für seinen heiligen Stier, ähnlich dem in Esaĝila, den er vor dem Fundament des Tempels errichten lassen wollte. Nach Vollendung dieses Gräuels, einer unheiligen Tat, begann Nabonid [mit anderen Vorbereitungen] Anfang des dritten Regierungsjahres.“

Der Babylonierkönig beauftragte Ende des dritten Regierungsjahres im Februar 552 v. Chr. seinen Sohn Bel-šarru-usur mit der Verwaltung des Landes und unterstellte ihm formell das babylonische Heer. Nabonid ließ keinen Zweifel daran, dass eine baldige Rückkehr nicht geplant war, und brach anschließend mit den Truppen von Akkad nach Nordarabien auf.

### Die Exilzeit
Im Verlauf des Feldzugs eroberte Nabonid zunächst Jathrib und danach Dadan, um später nach seinem Sieg in Tayma an gleicher Stätte die neue Residenz zu errichten, die als Abbild des babylonischen Königspalasts erbaut wurde. In seiner Inschrift aus Harran ist zu lesen, dass er sich die nächsten zehn Jahre von 552 v. Chr. bis zum Ende des 13. Regierungsjahres im März 542 v. Chr. in seinem neu gewählten Regierungssitz Tayma aufhielt. In anderen arabischen Oasen errichtete er in dieser Zeit weitere Garnisonen und schloss Bündnisse mit seinen südlichen Nachbarn, wohl zur Abwehr des expandierenden Perserreiches. Die Könige von Ägypten und Medien sowie arabische Herrscher schickten Friedensgesandtschaften, die ihm in seiner Metropole Tayma ihre Aufwartung machten.
In seinem Exil konnte er sich der Abhaltung des Neujahrsfestes entziehen, das traditionell vom König mit dem „Ergreifen der Hände von Marduk“ eine persönliche Anwesenheit voraussetzte und ohne dieses Ritual nicht gefeiert werden konnte. Während dieser Zeit genossen die Bewohner von Babylon und anderer heiliger Städte nach ebendieser Tradition Privilegien, beispielsweise die Freistellung vom Frondienst oder Selbstverwaltungsrechte.
Nach dem am 17. April 546 v. Chr. in Dūr-Karāšu am Euphrat oberhalb von Sippar erfolgten Tod der Adad-happe ordnete ihr Enkel Bel-šarru-usur eine dreitägige Trauer an. Die anschließende übermittelte Nachricht vom Tod seiner Mutter muss Nabonid in Tayma tief getroffen haben, da er im Monat Simanu (11. Juni bis 9. Juli im Jahr 546 v. Chr.) eine erneute allgemeine Staatstrauer ausrief, in der das Volk von Babylon, so ein Bericht, „weinend in Klagen und Schmerzen versank“.

### Der Fall Babylons
Eine genaue Rekonstruktion der 542 v. Chr. erfolgten Rückkehr Nabonids im 14. Regierungsjahr aus seinem Exil in Tayma kann mangels keilschriftlicher Belege nicht vorgenommen werden. Sichere Kenntnisse bestehen über die Tätigkeiten im Vorfeld von Kyros II., der die Spannungen zwischen Nabonid und der Marduk-Priesterschaft dadurch schürte, dass er Hilfszusagen gegenüber den Nabonid-Gegnern machte und sich als Regierungsalternative anbot. Inzwischen leitete Nabonid Verteidigungsmaßnahmen für Babylon ein, die im März 539 v. Chr. durch Heimholung der Ištar-Statue aus Uruk intensiviert wurden. Erste Übergriffe von Kyros II. auf Gebiete von Babylon im Frühjahr 539 v. Chr. in der Region Gutium veranlassten Nabonid, weitere Götterstatuen als Verstärkung nach Babylon zu überstellen. Der Babylonierkönig handelte dabei nach altem mesopotamischen Glauben, dass die Götter ihren Segen demjenigen zuteil kommen lassen würden, der sich im Besitz ihrer Bilder befinde. Später verkehrte Kyros II. diese Handlung Nabonids in ihr Gegenteil, indem er behauptete, der Babylonierkönig habe die Bilder gegen den Willen der Götter nach Babylon bringen lassen und sich damit deren Zorn zugezogen.
Nachdem der Perserkönig mit dem Sagartier-Fürsten Ugbaru ein Militärbündnis geschlossen und ihm die Satrapen-Position in Babylon zugesichert hatte, zog Kyros II. von Sagartien im September über den Diyala-Fluss in das etwa 400 Kilometer entfernte Opis am Tigris. An dieser am östlichen Ende der so genannten „Medischen Mauer“ gelegenen Festung entschied sich die Schlacht sehr schnell, und das Babylonische Reich unterlag der persisch-medischen Allianz. Nach dem folgenden Massaker an den babylonischen Gefangenen wurde die letzte strategische Festung Sippar ohne Gegenwehr eingenommen. Kyros II. versuchte, Nabonid zu stellen, der inzwischen geflohen war. Die Nabonid-Chronik berichtet ausführlich über die Geschehnisse:

„Im Monat Taschritu schlug Kyros die Schlacht bei Opis an den Ufern des Tigris. Wegen der Stärke des Heeres von Kyros II. zogen sich die akkadischen Soldaten zurück … Am 15. Taschritu wurde Sippar eingenommen … Kyros II. ließ die Kriegsbeute wegschaffen und die Gefangenen töten … Am 16. Taschritu zogen Ugbaru, Statthalter von Gutium und das Heer des Kyros in Babylon ein.“

Nach Ugbarus kampflosem Einzug in die Stadt am 6. Oktober 539 v. Chr. wurde der babylonische König laut der Nabonid-Chronik in Babylon gefangen. Nach der Krönung veranlasste der Perserkönig den Abriss beziehungsweise die Brandschatzung aller Nabonid-Bauwerke. Schriften, die den Babylonierkönig zum Inhalt hatten, ereilte die gleiche Bestimmung wie Statuen und Bilder von ihm. Die letzten Ausführungen zu Nabonid enden im Strophengedicht mit den Worten: „Alles was Nabonid in seinem Leben geschaffen hatte, wurde als Asche durch den Wind in alle Richtungen verteilt.“

### Tod des Nabonid
Da die Primärquellen, also die Keilschrifttexte, keine Auskunft über das Schicksal von Nabonid nach dem Fall Babylons geben, ist man auf die widersprüchlichen Angaben der griechischen Historiker angewiesen. Nach Xenophon drangen Ugbaru (hier Gobryas genannt) und ein weiterer Überläufer, die beide vom Babylonierkönig schlecht behandelt worden waren, noch in der Nacht nach dem Einzug der Perser in Babylon in den Palast ein und töteten den ihnen verhassten König. Laut Berossos hingegen ergab sich Nabonid in Borsippa, wurde von Kyros II. begnadigt und durfte seinen Lebensabend in Karmanien verbringen. Diesen Bericht schmückte der im 2. Jahrhundert n. Chr. lebende griechische Historiker Abydenos in seinem bruchstückhaft überlieferten Werk über die assyrische und babylonische Geschichte aus, indem er die vom Perserkönig nachfolgende Ernennung Nabonids zum Regenten von Karmanien hinzufügt. Die früher vorherrschende, aus den Angaben der antiken Geschichtsschreiber abgeleitete Meinung, dass Kyros II. die von ihm besiegten Könige schonend behandelte, ist durch die Entdeckung der zuverlässigen Nabonid-Chronik erschüttert worden, da der Perserkönig nach deren Angabe zumindest den Herrscher eines eroberten Landes tötete, dessen Name nach korrigierter Lesung mit Urartu angegeben wird. So muss konstatiert werden, dass die Todesumstände von Nabonid derzeit völlig unbekannt sind.

## Bautätigkeiten Nabonids

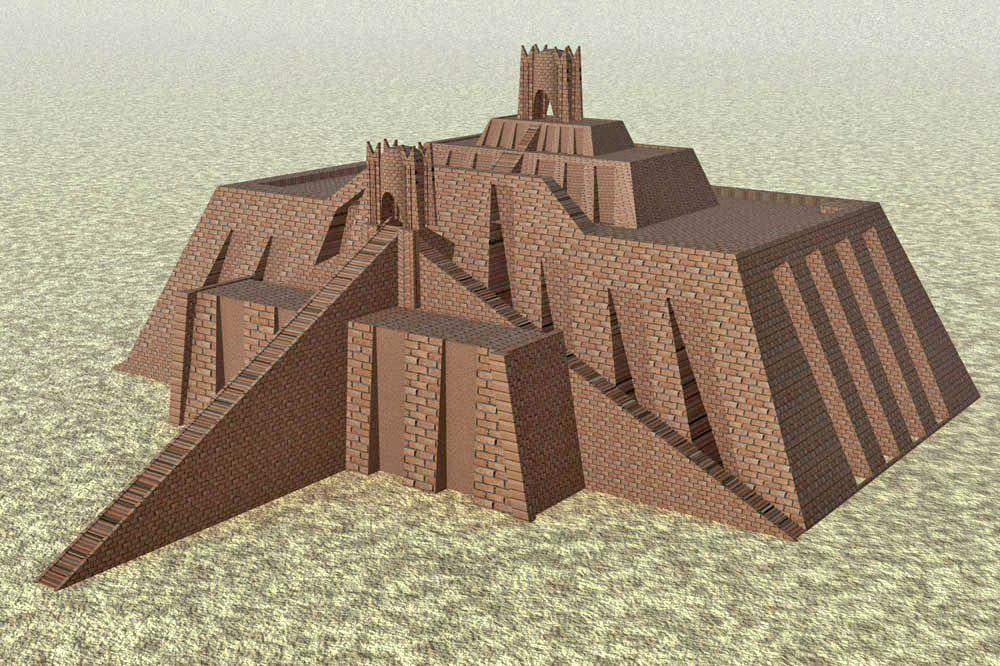
Modell einer Zikkurat

Nabonids Bauinschriften weisen einen größeren Frömmigkeitsbezug als die seiner Vorgänger auf. Durch Opferschau erteilte göttliche Aufträge begründete der Babylonierkönig seine intensiven Tempelneubauten und stellte gleichzeitig klar, dass nur er in der Lage war, die komplizierten Omen richtig zu deuten. Nabonid entwickelte eine starke Neigung zu archäologischen Expeditionen, um die ursprünglichen Gründungskapseln (Temennu) der heiligen Stätten auszugraben. Zwar interessierten sich schon frühere mesopotamische Herrscher für die Vergangenheit, die gemäß Nabonids Erklärungen in den Inschriften von ihm jedoch mit einer vorher nicht bekannten Pedanterie erforscht wurde. Ziel des Babylonierkönigs war es, die babylonischen Tempel haargenau nach den Plänen ihrer antiken Vorgängerbauten wiederherzustellen. Nabonid grub systematisch in den Fundamenten der verfallenen Heiligtümer nach den Gründungskapseln der ersten Bauherrn und suchte den zu restaurierenden Tempel exakt an alter Stätte zu errichten.
Der Babylonierkönig hatte nicht wie heutige Archäologen ein wissenschaftliches Interesse an der Erhellung der Geschichte alter Zeiten, sondern sein Ausgrabungsdrang lag in dem alten mesopotamischen Glauben begründet, dass ihm der Erhalt des Segens des ursprünglichen Bauherrn und der von ihm dabei verehrten Gottheiten Autorität und Legitimität übertrug. Dies war für Nabonid insbesondere deshalb wichtig, weil er nicht aufgrund seiner Abstammung vom Königshaus auf den Thron gelangt war, sondern durch eine Usurpation.
Bei den Restaurierungsarbeiten des Ebabbara-Tempels in Sippar stieß Nabonid auf eine beschädigte Statue des Sargon von Akkad, die er ausbessern und wiederaufstellen ließ. Aus anderen archäologischen Unternehmungen verwendete der Babylonierkönig die Gründungskapseln von Ur-Nammu, Šulgi und vom Kassitenherrscher Burna-buriaš II. Die Gründungsurkunden enthalten aufgrund ihrer baugeschichtlichen Nachrichten aus sehr alten Zeiten wertvolle Informationen.
Die ungewöhnlich rege Bautätigkeit des Babylonierkönigs ist durch seine Inschriften sowie durch erhaltene Urkunden aus den Tempelarchiven einigermaßen bekannt. In der Hauptstadt Babylon schmückte er laut Berossos die bestehende Verteidigungsmauer am Ufer des Euphrats aus. Sie wurde von einer französischen Expedition (1852–1854) entdeckt und durch spätere deutsche Ausgrabungen unter der Leitung von Robert Koldewey freigelegt. Die Stempel einiger am Euphrat gefundener Backsteine bestätigten Berossos’ Angabe. Allerdings ist ein genaues Datum dieses Mauerbaus nicht bekannt. Die Ufermauer mit ihren Wachtürmen schützte Babylons bisher am schwächsten befestigte Seite und stellte eine Fortsetzung des von Nebukadnezar II. schon sehr stark betriebenen Ausbaus von Verteidigungsanlagen der Hauptstadt dar. In Babylon ließ Nabonid den Tempel Emašdari der akkadischen Ištar und die innere Stadtmauer Imgur-Enlil restaurieren. Des Weiteren stiftete er für den Gott Ea einen goldenen Stuhl, ließ die Türen im Tempel Nineanna sowie einiger Zimmer von Esaĝila mit Silber überziehen und bronzene Drachen und Stiere an der Mauer, die den Ninmah-Tempel umschloss, anbringen.

### Tempelbau Eulmaš
Zur Neuerbauung des Ištar-Tempels Eulmaš in Akkad ging Nabonid besonders akribisch bei seiner Suche nach den ursprünglichen Gründungsurkunden vor. Sargon von Akkad und sein Enkel Naram-Sin hatten diesen Tempel um 2300 v. Chr. erstmals aufgebaut. Laut Bericht des Babylonierkönigs suchten später mehrere Könige vergeblich nach den alten Baudokumenten, so bereits König Kuri-galzu II. im 2. Jahrtausend v. Chr., sodann Asarhaddon von Assyrien und dessen Sohn Aššur-bāni-apli um 652 v. Chr. sowie zuletzt Nebukadnezar II., der bis 562 v. Chr. regierte. Auch Nabonid war kein sofortiger Erfolg bei seiner Suche beschieden: „3 Jahre grub ich in den Senkschächten von Nebukadnezar II., aber ich fand nichts.“ Doch der Babylonierkönig glaubte trotzdem ganz der Verheißung eines Traumgesichts, dass er die Gründungskapsel finden werde. Bei weiteren Nachforschungen legte ein Wolkenbruch eine ausgedehnte Rinne frei, in der tatsächlich der „Temennu“ des Naram-Sin entdeckt wurde. So konnte Nabonid den Neubau von Eulmaš „nicht eine Handbreit vom ehemaligen Heiligtum entfernt“ errichten.

### Tempelbau Ehulhul

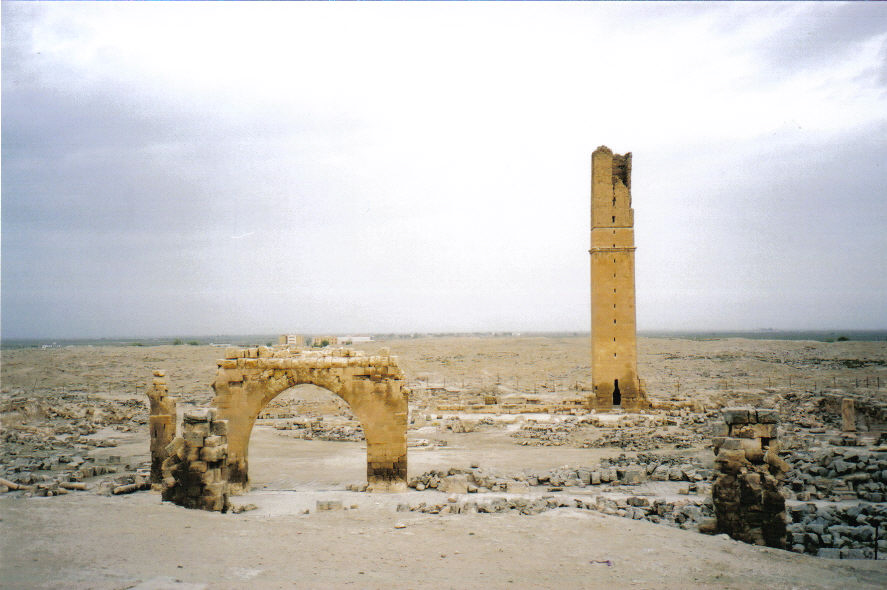
Ulu-Cami-Ruinen auf dem ehemaligen Sin-Tempel Ehulhul in Harran

Zu Beginn des Exils in Tayma kündigte der Babylonierkönig 553 v. Chr. den Wiederaufbau von Ehulhul an, dessen Restaurierung im letzten Tayma-Jahr begann und im Jahr der Rückkehr Nabonids 542 v. Chr. fertiggestellt wurde. Das Jahr des Wiederaufbaus wird durch Privaturkunden und das dem Babylonierkönig feindlich gesinnte Strophengedicht bestätigt.
Für die Arbeiten am Heiligtum in Harran rekrutierte Nabonid nach Aussage des Sippar-Zylinders Bewohner vom Persischen Golf bis zum Mittelmeer. Die Statuen des Mondgottes ließ er nach der durchgeführten heiligen Prozession in Babylon zum wiedererrichteten Tempel in Harran schaffen. Die zeitliche Verlagerung des Tempelbaus in die Anfangsphase seiner Regierung hatte theologischen Charakter, um die erst spätere Erhebung Sins zum Hauptgott und die damit vermeintlich verbundene Berufung des Babylonierkönigs als Thronfolger zu rechtfertigen.

### Weitere Bautätigkeiten

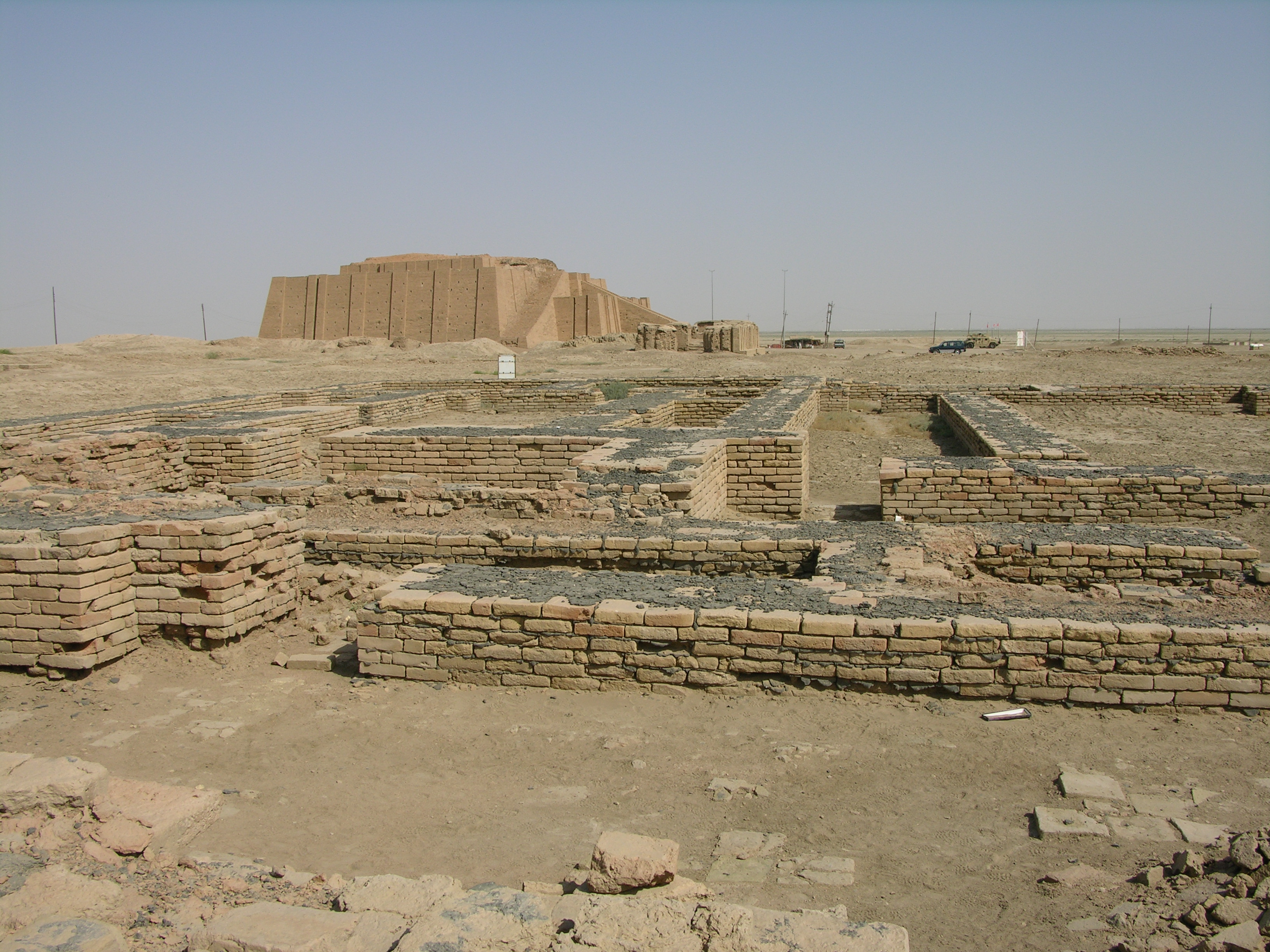
Reste der Stadt von Ur mit Zikkurat von Ur-Nammu

In Sippar erfolgte 554 v. Chr. die Wiedererrichtung des dem Sonnengott Šamaš geweihten Ebabbara-Tempels. Zusätzliche Bautätigkeiten nahm der Babylonierkönig am Ebabbara-Tempel 546 v. Chr. vor. Weitere Restaurierungen: Im zweiten Regierungsjahr in Ur die Erneuerung des Tempels Egipar für die Priesterinnen des Mondgottes und in Kuta der Stadtmauerbau.
Außerdem ließ Nabonid zwischen seinem 4. und 13. Jahr den Tempel von Bunene in Sippar sowie in seinem 16. Regierungsjahr den Tempel der Anunītum in Sippar-Anunītum bauen.
Schließlich errichtete Nabonid in Ubassi einen Tempel für die Göttin Nanaja sowie vermutlich in seiner letzten Regierungszeit das Zikkurat von Ur und einen Enunmah genannten Teil des Tempels Egišnugal von Ur. Keilschriftliche Hinweise für seine Bautätigkeit in Tayma wurden noch nicht gefunden.

## Bildnisse

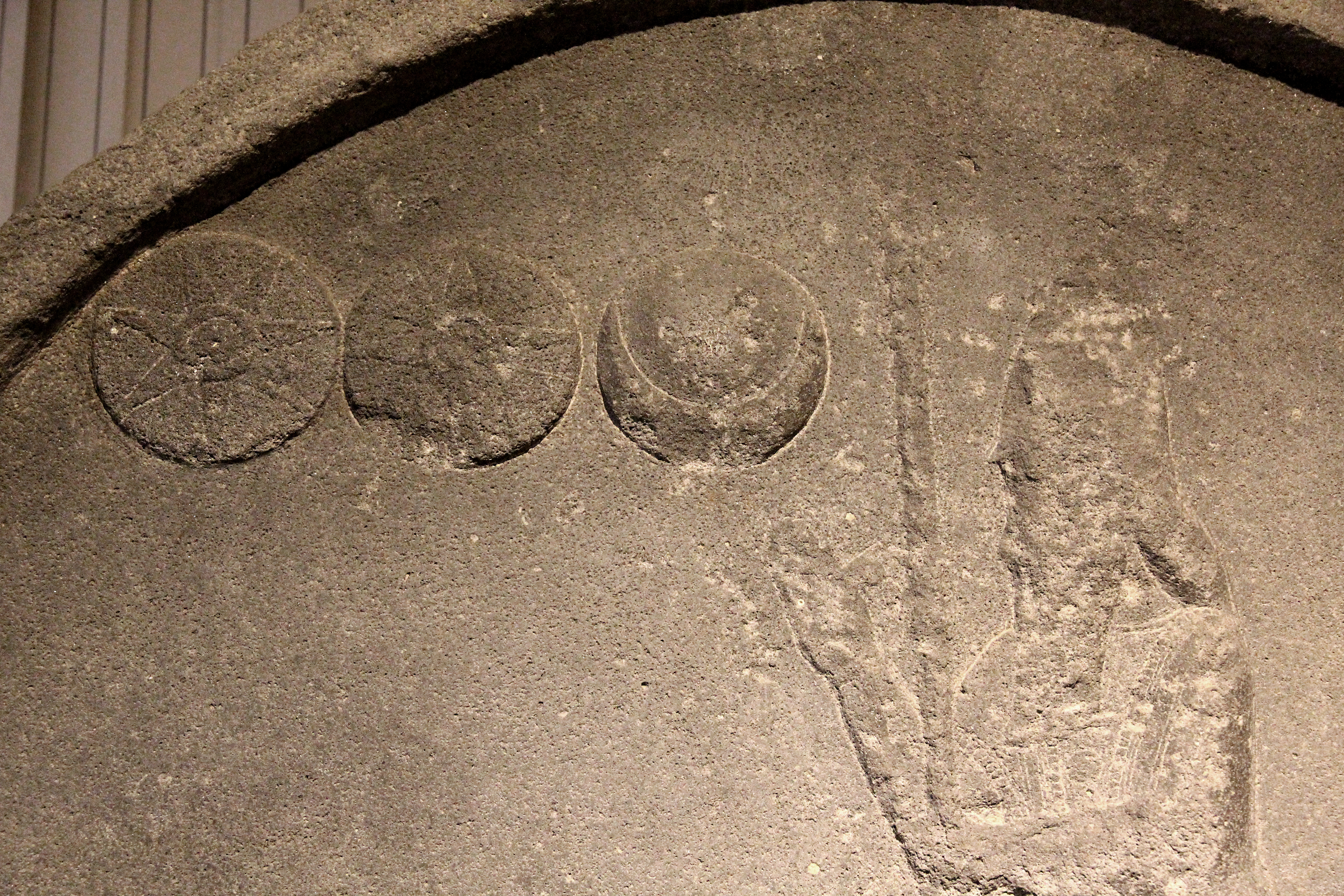
Ausschnitt aus der Harran-Stele, (Archäologisches Museum Şanlıurfa)

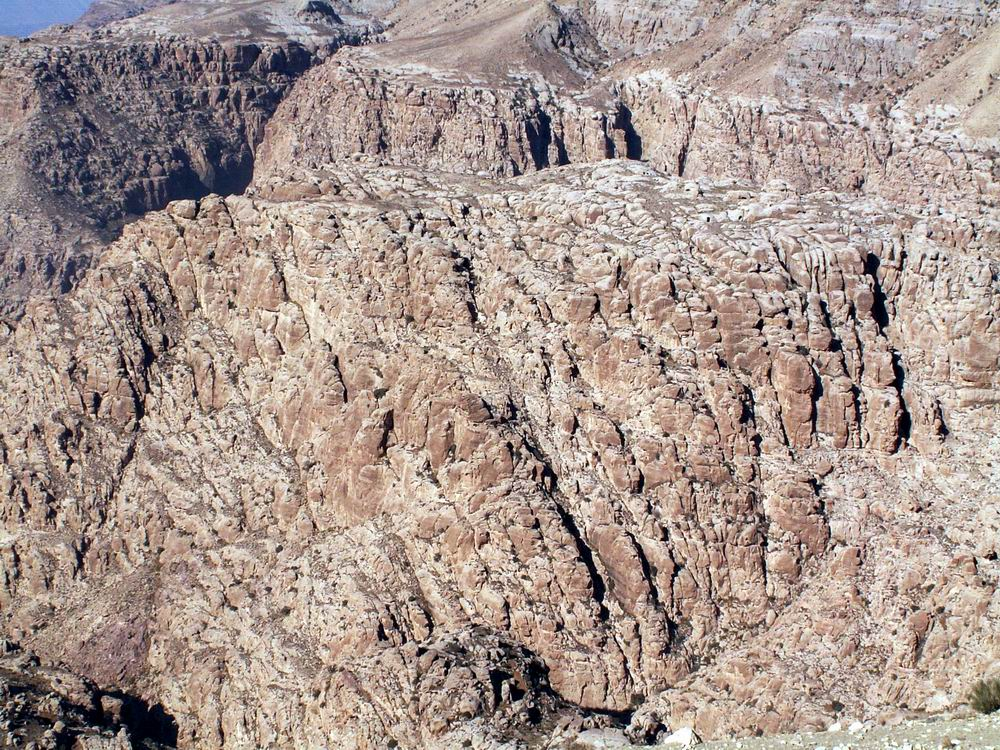
Das alte Sela aufgenommen von der Stadt Sela

Auf seiner Harran-Stele ist Nabonid mit der konischen babylonischen Krone und einem kunstvollen Stab abgebildet. Eine von C. J. Rich 1811 in Babylon erworbene, aus dem Ende von Nabonids Regierung stammende Stele porträtiert den Babylonierkönig ähnlich wie seine Harran-Stele. In Tayma wurde eine wahrscheinlich während der Achämenidenzeit verfertigte Stele mit dem Bildnis eines ähnlich gekleideten Herrschers entdeckt, die vielleicht die Darstellung einer vom Babylonierkönig während seines Aufenthaltes in der Wüstenoase aufgestellten Statue wiedergibt.
Der Oberteil einer später als Türfassung im Sonnentempel zu Larsa verwendeten dunkelgrauen Basaltstele von Nabonid zeigt ebenfalls sein Porträt, das offenbar nach seinem Sturz absichtlich nahezu völlig unkenntlich gemacht wurde. Außerdem erscheint ein ähnlich wie auf der Harran-Stele gewandeter Babylonierkönig auf einem in Nippur entdeckten Terrakotta-Gefäß. Ein gleiches Bildnis findet sich auf einem Felsrelief im jordanischen Sela, das aus der Zeit um 553 v. Chr. stammt, nachdem er Edom erobert hatte. Es wurde 1996 entdeckt und zeigt den König, der den Mondgott Sin in Form einer Mondsichel anbetet, daneben den geflügelten Šamaš als Sonne und den siebenzackigen Venusstern der Ištar; am Rand eine Inschrift in fünf Kolumnen.

## Schaltjahre während der Regierungszeit
Während seiner Regierungszeit sind nachfolgende Schaltmonate belegt:
| Schaltjahre während der Regierungszeit von Nabonid |                     |             |                          |                             |                             |
| Reg.-Jahr                                          | Datierung           | Schaltmonat | Beginn des Schaltmonats  | Beginn des nächsten Tašritu | Beginn des nächsten Nisannu |
| 1                                                  | 555 bis 554 v. Chr. | Addaru II   | 13. März 554 v. Chr.     | 6. Oktober 554 v. Chr.      | 11. April 554 v. Chr.       |
| 3                                                  | 553 bis 552 v. Chr. | Addaru II   | 20. März 552 v. Chr.     | 13. Oktober 552 v. Chr.     | 19. April 552 v. Chr.       |
| 6                                                  | 550 bis 549 v. Chr. | Addaru II   | 18. März 549 v. Chr.     | 9. Oktober 549 v. Chr.      | 16. April 549 v. Chr.       |
| 10                                                 | 546 bis 545 v. Chr. | Ululu II    | 8. September 546 v. Chr. | 7. Oktober 546 v. Chr.      | 1. April 545 v. Chr.        |
| 12                                                 | 544 bis 543 v. Chr. | Addaru II   | 11. März 543 v. Chr.     | 4. Oktober 543 v. Chr.      | 10. April 543 v. Chr.       |
| 15                                                 | 541 bis 540 v. Chr. | Addaru II   | 8. März 540 v. Chr.      | 30. September 540 v. Chr.   | 7. April 540 v. Chr.        |

## Nabonid in Verbindung mit dem Alten Testament

### Buch Daniel, 4. Kapitel
Das vierte Kapitel des Buchs Daniel (Dan 4,1–34 ) berichtet über einen Traum des babylonischen Herrschers Nebukadnezar (II.). Der König träumte von einem gewaltigen Baum in der Mitte der Erde, der allen Tieren Schatten und Nahrung spendete. Eine Stimme befahl, alles bis auf den Baumstumpf zu fällen. Diesem solle für „sieben Zeiten“ das menschliche Herz genommen und durch ein tierisches ersetzt werden. Dies alles solle geschehen, „damit die Lebenden erkennen, dass der Höchste Gewalt hat über die Königreiche der Menschen“. Da Nebukadnezars Weise diesen Traum nicht deuten können, beauftragt der König Daniel mit der Deutung.
Daniel erklärte dem Babylonierkönig, dass mit dem Baum er selbst gemeint sei und für sieben Jahre in der Wildnis bei den Tieren leben müsse. Sein Königreich werde ihm aber erhalten bleiben, sobald er die Macht des Himmels anerkenne. Im weiteren Verlauf des vierten Kapitels berichtet Nebukadnezar, dass alles so passierte, wie von Daniel gedeutet, und dass er schließlich die Macht des höchsten Gottes anerkannte.

### „Gebet des Nabonid“

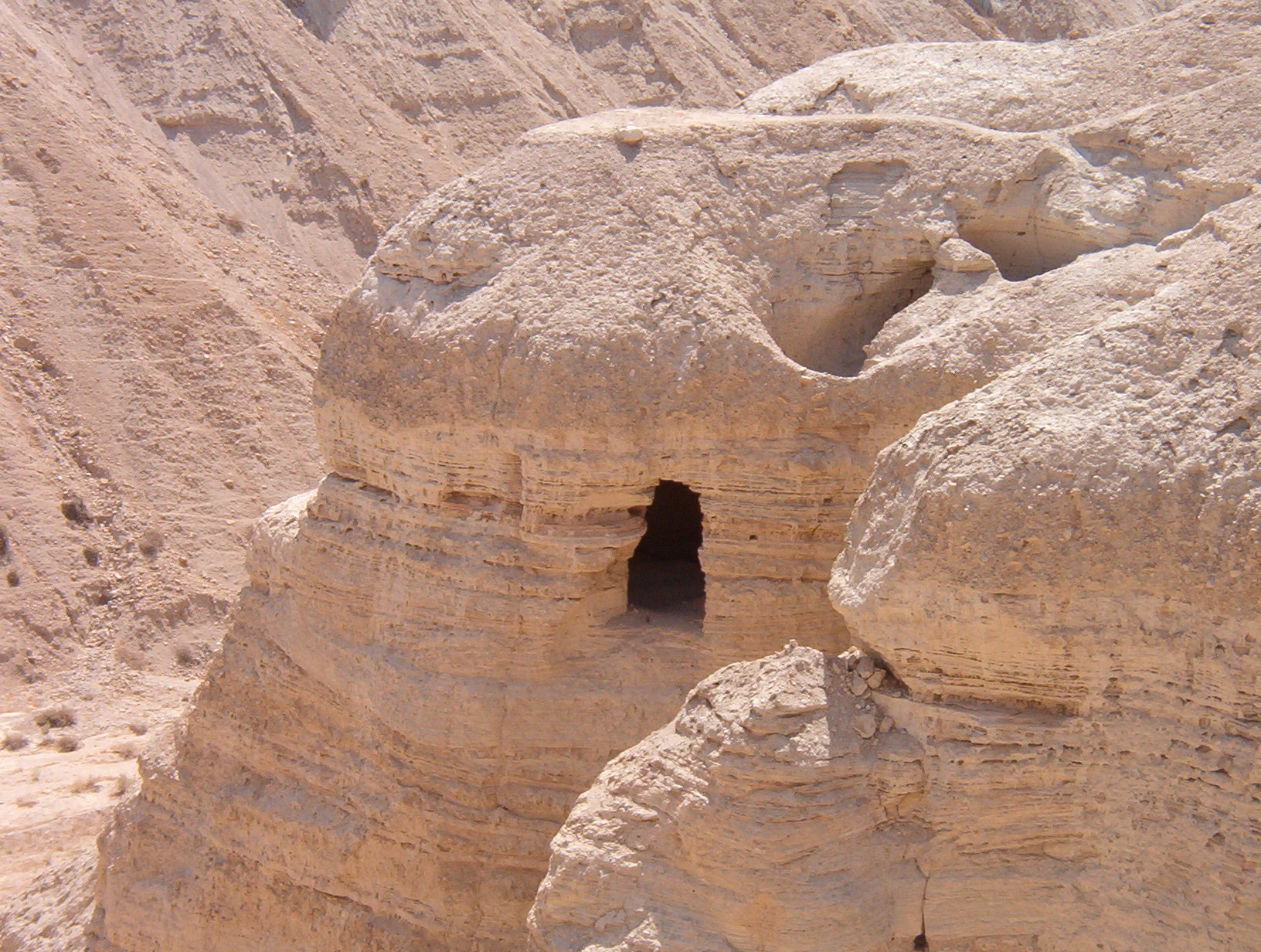
Höhle 4 in der Nähe der Ruinen von Qumran

In direktem Zusammenhang mit dem vierten Kapitel des Daniel-Buches steht ein in aramäischer Sprache verfasster legendarischer Bericht, der zum Bestand der Schriftrollen vom Toten Meer aus Qumran gehört. Er schildert sowohl die Leiden und Heilung Nabonids als auch seine damit verbundene Lobpreisung des Gottes JHWH.
Im Unterschied zum Buch Daniel findet die Verkündung nicht durch das Wort, sondern mittels schriftlicher Anordnung durch eine im erhaltenen Text nicht benannte Person statt: „Danach teilte er (yhwdy = ein Jude) mir mit, indem er schrieb, es sei zu erweisen die Ehre und Größe dem Namen des (höchsten) Gottes“. Der Fund aus Qumran bestätigt die bereits früher geäußerte Vermutung, dass hinter der biblisch-literarischen Figur von Nebukadnezar II. im vierten Kapitel des Daniel-Buches ursprünglich der historische Nabonid steht.
Aufgrund paläografischer Vergleiche wird die Abfassung der Handschrift in das 1. Jahrhundert v. Chr. datiert. Die Erzählung basiert auf älteren Vorlagen, jedoch besteht keine Klarheit über die genaue zeitliche Ansetzung. Auffällig ist die Parallele zur mesopotamischen Tradition der schriftlichen Verkündung von göttlichen Anweisungen, die damit den mythologischen Hintergrund liefert, warum die Aufforderung nicht als gesprochenes Wort überbracht wurde. Nabonid verwies in seinen Inschriften auf Nabu als Gott der Schreibkunst, der den Babylonierkönig in seine Geheimnisse einweihte. Durch den Akt der schriftlichen Aufforderung wird der in den Augen Nabonids fremde Gott mindestens auf eine Stufe mit Nabu gehoben.

### Mögliche Vorbilder
Die aufgezeigten inhaltlichen Berührungen zwischen dem Buch Daniel und dem Gebet des Nabonid werfen die Frage nach ihrem Verhältnis zueinander auf. Vermutlich gehen beide auf ältere, außerjüdische Traditionen über Nabonid zurück, die sich im Strophengedicht und der Harran-Inschrift des Nabonid finden.
Die lange Abwesenheit Nabonids von Babylon war von der ihm feindlich gesinnten Marduk-Priesterschaft als Folge einer Geisteskrankheit gedeutet worden, und die Juden, die nach der Eroberung Babylons durch Kyros II. in ihre Heimat zurückkehren konnten, übertrugen diese Ansicht vielleicht auf den ihnen verhassten Nebukadnezar. JHWH habe zur Bestrafung seines auserwählten Volkes den Babylonierkönig als Werkzeug ausersehen und ihm deshalb die Macht verliehen, Jerusalem zu erobern. Später habe er den jüdischen Gott verhöhnt, sei mit Wahnsinn geschlagen worden und habe nur durch die Anerkennung JHWHs als „wahren“ Gott wieder Heilung gefunden.

## Übersetzungen der Keilschrifttexte
Deutsch
- Otto Kaiser (Hrsg.): Texte aus der Umwelt des Alten Testaments. Band 1, Alte Folge. Gerd Mohn, Gütersloh 1984, ISBN 3-579-00063-2.
- Martine Kommer: König Nabonid von Babylon nach in Keilschrift überlieferten Quellen. Universität Tübingen, Tübingen 1974.
- Hanspeter Schaudig: Die Inschriften Nabonids von Babylon und Kyros’ des Großen, samt den in ihrem Umfeld entstandenen Tendenzschriften (= Alter Orient und Altes Testament. Band 256). Ugarit-Verlag, Münster 2001, ISBN 3-927120-75-8.
- Rudolf Zehnpfund, Stephen Langdon: Die neubabylonischen Königsinschriften (Deutsche Übersetzung der englischen Originalfassung von Stephen Langdon). Hinrichs, Leipzig 1912.

Englisch
- Paul-Alain Beaulieu: The reign of Nabonidus, King of Babylon, 556–539 B. C. Yale University Press, New Haven 1989, ISBN 0-300-04314-7.
- Paul-Alain Beaulieu: Legal and administrative texts from the reign of Nabonidus. Yale University Press, New Haven 2000, ISBN 0-300-05770-9.
- Paul-Alain Beaulieu, Ulla Kasten: Late Babylonian texts in the Nies Babylonian Collection. Yale University Press, New Haven 1994, ISBN 1-883053-04-8.
- J. Cargill: The Nabonidus Chronicle and the Fall of Lydia. In: American Journal of Ancient History. Nr. 2, 1977.
- Raymond Philip Dougherty: Nabonidus and Belshazzar: A study of the closing events of the neo-Babylonian empire. AMS Press, New York 1980, ISBN 0-404-60285-1 (Erstausgabe:  1929).
- Albert-Kirk Grayson: Assyrian and Babylonian Chronicles (Nabonidus Chronicles). Augustin, New-York 1975.
- Wilfred G. LambertO: A new Source for the reign of Nabonidus. In: Archiv für Orientforschung. Nr. 22 (1968/1969), S. 1–36.
- Adolf Leo Oppenheim: The cuneiform texts (Übersetzungen von James B. Pritchards „Ancient Near Eastern Texts Relating to the Old Testament“). Sonderdruck aus „Glass and glassmaking in ancient Mesopotamia“, ohne Ort 1970.
- James B. Pritchard: Ancient near Eastern texts (Reprint). Pro Quest, 2005, ISBN 0-691-03503-2.
- Sidney Smith: Babylonian Historical Texts to the Capture and downfall of Babylon (Reprint). Verlag Olms, Hildesheim 1975, ISBN 3-487-05615-1.
- Reginald Campbell Thompson: Late Babylonian Letters: Transliterations and Translations of a Series of Letters written in Babylonian Cuneiform, chiefly during the Reigns of Nabonidus, Cyrus, Cambyses, and Darius. AMS Press, New York 1976 (Erstausgabe:  1906).